# 三隅川 (山口県)

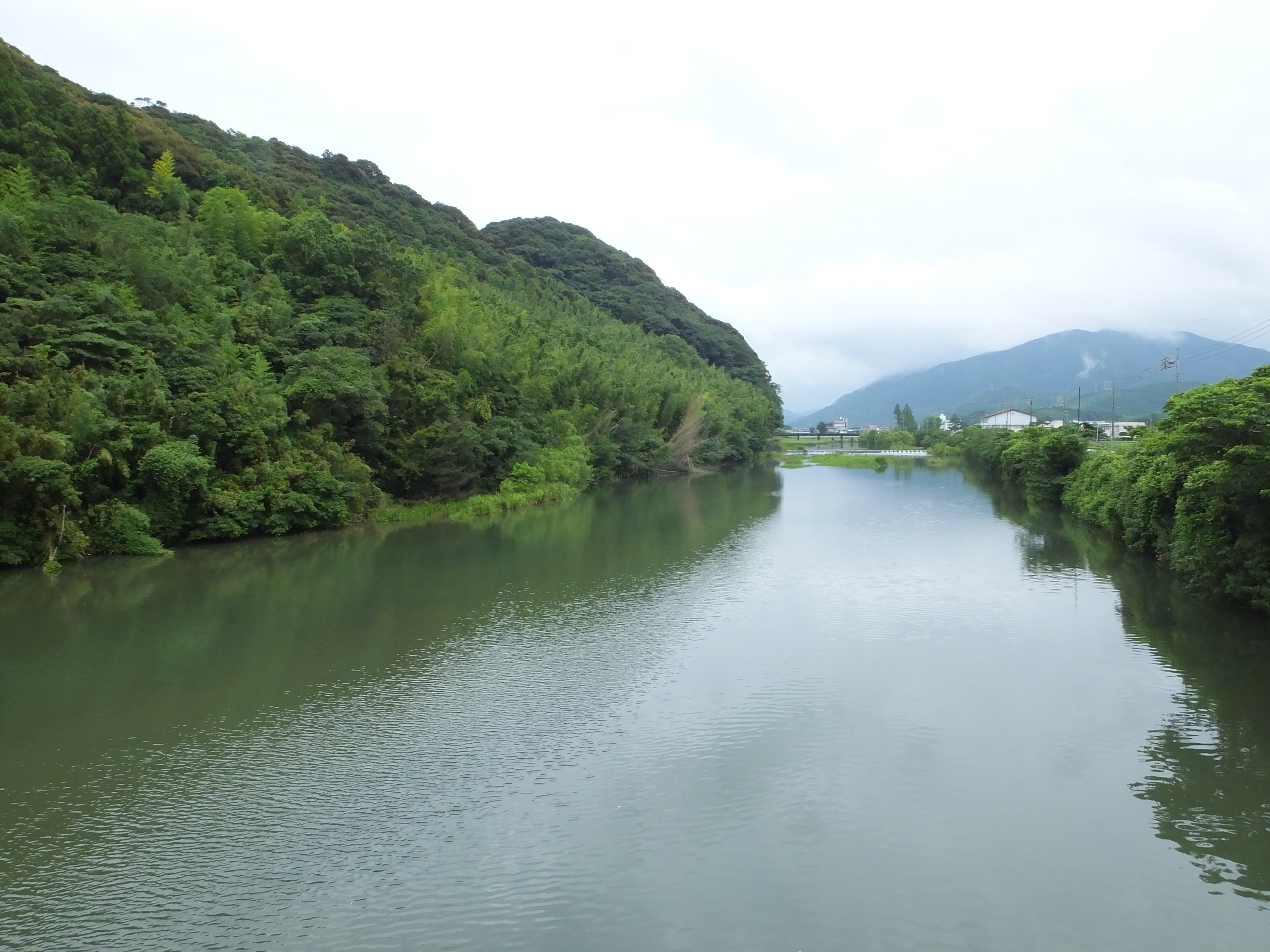
小波橋より上流方

三隅川（みすみがわ）は、山口県長門市・美祢市を流れる二級河川。旧三隅町の中心河川である。流域は2市に及ぶが、規模は長門市内完結の深川川より小さい。

## 地理
美祢市（旧美祢郡美東町）の桂木山東麓に源を発し北流する。山中峠・小野峠付近の傾斜地を下りながら西へと曲がり、長門市滝坂の大里川合流地点付近より平地に入る。杉山川を合わせると河川幅が広がり、複数の支流を集めてゆく。旧三隅町市街地にて辻並川・大竹川・姫田川を合わせ、小波橋を越える。周辺には数多くの堰が設けられている。琴橋を越えると河口の仙崎湾（日本海）である。上流部は山口県道28号小郡三隅線、中流部は国道191号、下流部は山口県道287号長門三隅線がそれぞれ流路に並行する。流路延長15.3kmのうち、畑橋より下流13.9kmが山口県管理の二級河川に指定されている。三隅川水系の二級河川指定河川は本流含めて4本であるが、それらとは別に二条窪川が砂防指定河川となっている。
三隅川では毎年アユの稚魚を約1万匹放流しており、市中橋上流にある三隅川河川公園「清流」では園児や小学生による放流活動も行われている。またホタルの幼虫も放流しており、上流部でよく見られる。樅の木橋周辺がスポットとして有名で、「三隅上地区ホタル祭り」の観察会場でもある。

## 治水
三隅川流域に戦後最大の被害をもたらしたと言われるものが、1954年（昭和29年）9月26日の台風15号（洞爺丸台風）である。堤防が決壊し、流域では数多くの全壊・半壊・浸水被害が出た。これを契機として1956年（昭和31年）より中小河川改修事業が開始され、1968年（昭和43年）まで続いた。1990年（平成2年）以降は整備区間が3か所選定され、河川局部改良事業による河川整備が行われるようになった。領分頭首工（小波橋付近）から琴橋600m上流までの右岸では堤防の嵩上げが行われた。松の木頭首工（辻並川合流地点付近）から大竹川合流地点の区間では河道改修・引堤とともに、うち扇月橋下流の区間で左岸の河川公園整備が行われた。三隅川河川公園の端には堤防に沿って桜が植樹され、「いこいの桜みち」という名称が付けられた。大里川合流地点から杉山川合流地点の区間でも同様に引堤が行われた。
一方で1978年（昭和53年）・1994年（平成6年）には支流の辻並川で渇水が発生した。井戸水の塩分濃度が上昇し、農業用水・生活用水としての利用に支障をきたす事態となったため、辻並川の上流に湯免ダムを整備する事業（辻並川総合開発事業）が1993年（平成5年）度より行われた。1996年（平成8年）度に着工し、2006年（平成18年）度に竣工・供用開始している。ダム湖の名称は公募で「みすみ湖」となった。
山口県内で最初に河川整備計画が策定されたこともあり、整備進捗率も県内で最も高かった（2010年度時点で99%）。

## 支流
上流より掲載、太字は二級河川
- 大里川
  - 榎谷川
- 毛無谷川
- 杉山川
  - 勝屋谷
- 中畑川
- 樅の木川
- 追分川
- 出水川
- 兎渡谷川
- 麓川
  - 畠中川
- 辻並川
  - 鳥原川
- 大竹川
  - 正楽寺川
- 姫田川
  - 北生鳥小川
- 二条窪川

## 主な橋
上流より掲載
- 畑橋
- ○○橋 - 山口県道28号小郡三隅線
- ○○橋 - 山口県道28号小郡三隅線
- 滝坂橋
- 藤井橋
- ○○橋
- 樅の木橋
- 樅ノ木橋
- 兎渡谷橋
- 麓橋
- ふれあい橋 - 山口県道36号秋芳三隅線
- 門前橋
- 扇月橋 - 国道191号

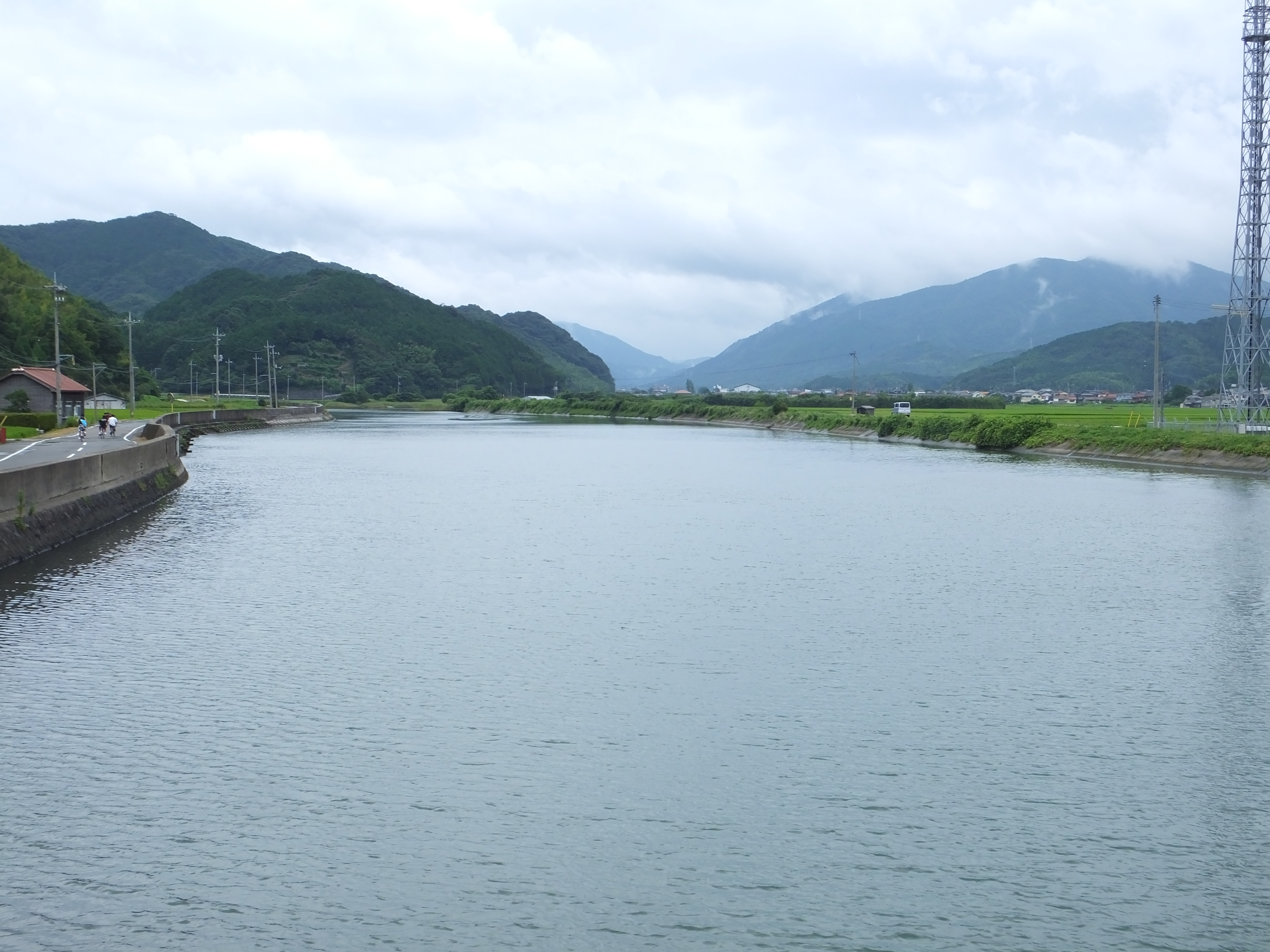
河口付近（琴橋より上流方）

- みすみ橋 - 山陰自動車道（萩・三隅道路）
- 市中橋
- 琴影橋 - 山口県道64号萩三隅線
- JR山陰本線橋梁
- 久原橋
- 小波橋（さざなみはし） - 山口県道285号野波瀬港線
- 琴橋

## 参考資料
- 三隅川の川づくり（山口県河川課）